# Jumpers - Jugend mit Perspektive
Jumpers – Jugend mit Perspektive gGmbH ist eine christlich-soziale Organisation mit Sitz in Kassel-Wolfsanger, die sich gegen finanzielle und emotionale Kinderarmut in Deutschland einsetzt. In elf Stadtteilprojekten bietet Jumpers Angebote in den Bereichen Bildung, Sport, Musik und Kreativität. Mit dem Projekt MENSCH – Mentoring für Schüler unterstützen Mentoren von Jumpers Kinder und Jugendliche in ihrer schulischen Laufbahn.
Das Jumpers-Team setzte sich 2022 aus 45 angestellten Mitarbeitern, 15 BFD-lern und durchschnittlich 120 Ehrenamtlichen zusammen. Der Spendenbedarf eines Jahres liegt bei ungefähr 1,4 Mio. Euro.

## Geschichte
Der Verein Jumpers – Jugend mit Perspektive e.V. wurde 2010 gegründet. 2011 eröffnete das erste Stadtteilprojekt in Kassel-Helleböhn (mittlerweile ein eigener e.V.) und das Programm MENSCH – Mentoring für Schüler an der Gesamtschule Kaufungen startete. 2013 wurde das Stadtteilprojekt in Stadtallendorf in einer ehemaligen Kirche umgesetzt, 2015 in Salzgitter und Gera, 2016 in Erfurt.
2017 erfolgte die Umwandlung in die Jumpers – Jugend mit Perspektive gGmbH mit den Gesellschaftern Thorsten Riewesell (Geschäftsführer), Rolf Trauernicht und Miriam Riewesell. Im selben Jahr erfolgte in Kassel die Gründung des Vereins Sempers – Senioren mit Perspektive e.V., um der steigenden Altersarmut und -einsamkeit entgegenzuwirken.
Im Jahr 2019 wurden Kinder- und Familienzentren in Offenbach, Düsseldorf, Sassnitz und Schwerin eröffnet. In Kassel-Wolfsanger entstand 2020 das Programm KuBiK (Kultur und Bildung Kassel), dass Angebote für Kinder, Familie und Senioren sowie Mehrgenerationenprojekte bereithält. 2021 startet die Jumpers Arbeit in Berlin-Altglienicke, sowie ein weiteres Kinder- und Familienzentrum in Kassel. Heute erreicht Jumpers in 6 Bundesländern täglich etwa 600 Kinder.
Jumpers wurde 2021 Mitglied im Dachverband der Diakonie.

## Zielsetzung
Jumpers möchte Kindern und Jugendlichen positive Lebensperspektiven aufzeigen und ihnen helfen, ihre Ziele zu erreichen. Durch den Aufbau christlich-sozialer Stadtteilprojekte soll sozialer Armut begegnet werden, die schulischen und beruflichen Perspektiven der Kinder sollen verbessert werden.

## Standorte und Projekte

### Stadtteilprojekte
In den vergangenen Jahren gründete Jumpers Kinder- und Familienzentren in folgenden deutschen Städten:
- Stadtallendorf, Stadtteil Eichenhain: Kinder- und Familienzentrum ConAct (eröffnet Januar 2015)[6]
- Salzgitter, Stadtteil Lebenstedt: Kinder- und Familienzentrum (eröffnet März 2015)
- Gera, Stadtteil Lusan: Kinder- und Familienzentrum (eröffnet Oktober 2015)[7]
- Erfurt, Stadtteil Drosselberg: Kinder- und Familienzentrum (eröffnet Juli 2016)
- Offenbach, Stadtteil Mathildenviertel: Kinder- und Familienzentrum (eröffnet Mai 2019)[4]
- Düsseldorf, Stadtteil Hassels-Nord: Perspektivwerkstatt[8] (eröffnet November 2019)[9]
- Sassnitz auf Rügen: Kinder- und Familienzentrum (eröffnet Dezember 2019)[10]
- Schwerin: Kinder- und Familienzentrum (eröffnet Dezember 2019)
- Kassel: Kinder- und Familienzentrum Sternenhaus (eröffnet April 2022)
- Merseburg: Kinder- und Familienzentrum (eröffnet Dezember 2022)[11]
- Döbeln: Kinder- und Familienzentrum (eröffnet Februar 2025)[12]

### Bunte Kicker
Bunte Kicker ist ein Fußballprojekt von Jumpers. Die Sport & Wort-Wochen verbinden gemeinsames Deutschlernen mit Fußballtrainings und Werten. Die Teilnehmer im Alter von 8 bis 14 Jahren sollen dadurch nicht nur bessere Deutschkenntnisse erwerben, sondern auch Freunde finden und Gemeinschaft erleben. Auf Basis des FIFA Clips: Say no to racism wurde mit den teilnehmenden Kindern ein kurzes Video gedreht, dass auf Kinoleinwänden und in Stadien ausgestrahlt wurde.
Jumpers arbeitet in diesem Projekt mit dem KSV Hessen Kassel und dem SV Darmstadt 98 zusammen und wird von der DFL Stiftung, der Eintracht Braunschweig Stiftung und der Deutsche Bahn Stiftung gefördert. Es erhielt den FairPlay-Preis Hessen.

## Finanzierung und Förderer
Jumpers finanziert sich fast vollständig über Stiftungen und Spenden sowie Soziallotterien wie Aktion Mensch und die Deutsche Fernsehlotterie. Große Unterstützer sind u. a. Ein Herz für Kinder, RTL-Stiftung, Tribute-to-Bambi-Stiftung oder Software AG Stiftung. Zudem verfügt fast jedes Projekt über renommierte Botschafter und Schirmherren, u. a. Ulli Wegner (Boxtrainer), Samuel Rösch (The Voice of Germany Gewinner 2018), Dimitrij Ovtcharov (Tischtennisspieler), Steffi Nerius (Weltmeisterin Speerwurf), Manni Binz (Fußball-Nationalspieler).

## Auszeichnungen
- Bernhard-Vogel-Bildungspreis der Konrad-Adenauer-Stiftung 2013 für das Projekt MENSCH – Mentoring für Schüler[15]
- Bildungspreis 2014 der Ergo-Stiftung für das Projekt MENSCH – Mentoring für Schüler[16]
- Primus-Preis 2015 der Stiftung Bildung und Gesellschaft für das Projekt MENSCH – Mentoring für Schüler[17]
- Ehrenpreis der Tribute to Bambi Stiftung 2016 für das Projekt MENSCH – Mentoring für Schüler[18]
- Integrationspreis 2017 von Salzgitter für das Projekt Sport & Wort[19]
- Gewinner der Google Impact Challenge Deutschland 2018 mit dem Projekt MENSCH – Mentoring für Schüler[20]
- Preisträger Aktiv für Demokratie und Toleranz 2018 (mit 2000 € dotiert) für das Projekt Sport & Wort[21]
- Sozialtransferpreis IHK Braunschweig 2018 für das Projekt Gewaltfrei Lernen[22]
- Nominierung Deutscher Nachbarschaftspreis 2020[23]
- Thüringensieger der Town & Country Stiftung 2020
- Nominierung Deutscher Engagementspreis 2021
- Ehrenpreis der Tribute to Bambi Stiftung 2021
- Goldene Henne 2021 in der Kategorie „Charity“[24]